# Isola di Trëhlučevoj
L'isola di Trëhlučevoj  (in russo Остров Трёхлучевой, ostrov Trëhlučevoj; in italiano significa "triplice", in alcune mappe è indicata con il nome Three ray) è un'isola russa che fa parte dell'arcipelago della Terra di Francesco Giuseppe, nel Mar Glaciale Artico.
L'isola si trova sulla costa occidentale dell'isola di Graham Bell; è lunga circa 3 km ed ha una forma triangolare, deve il suo nome appunto alla sua conformazione. La punta settentrionale si chiama capo Walsh. L'isola è libera dal ghiaccio.